# Георг Нойффер
Георг Нойффер (нім. Georg Neuffer; 18 квітня 1895 — 11 травня 1977) — німецький воєначальник, генерал-лейтенант люфтваффе (1 липня 1943). Кавалер Лицарського хреста Залізного хреста.

## Біографія
Після початку Першої світової війни 2 серпня 1914 року вступив в 3-й баварський польовий артилерійський полк. З квітня 1917 року служив в зенітній артилерії. З 16 липня 1917 року — командир 54-ї баварської зенітної батареї, з 22 лютого 1918 року — 146-ї баварської важкої зенітної батареї.
Після демобілізації армії залишений в рейхсвері, служив в артилерії. У 1931-34 роках — командир ескадрону 5-го транспортного (зенітного) дивізіону. З 1 жовтня 1934 року — інструктор зенітного училища. 1 жовтня 1935 року переведений в люфтваффе і призначений начальником навчального штабу зенітного училища. З 8 листопада 1936 року — командир 1-го дивізіону 8-го зенітного полку. З 18 квітня по 30 вересня 1937 року командував 88-м зенітним полком, який входив до складу легіону «Кондор». Учасник Громадянської війни в Іспанії. З 1 жовтня 1937 року — командир 1-го дивізіону 64-го зенітного полку, з 6 червня 1938 року — командир 34-го фортечного зенітного дивізіону (Шпаєр), з 14 листопада 1938 року — 14-го зенітного полку. З 1 квітня 1939 року — начальник оперативного відділу штабу контрольної комісії люфтваффе.

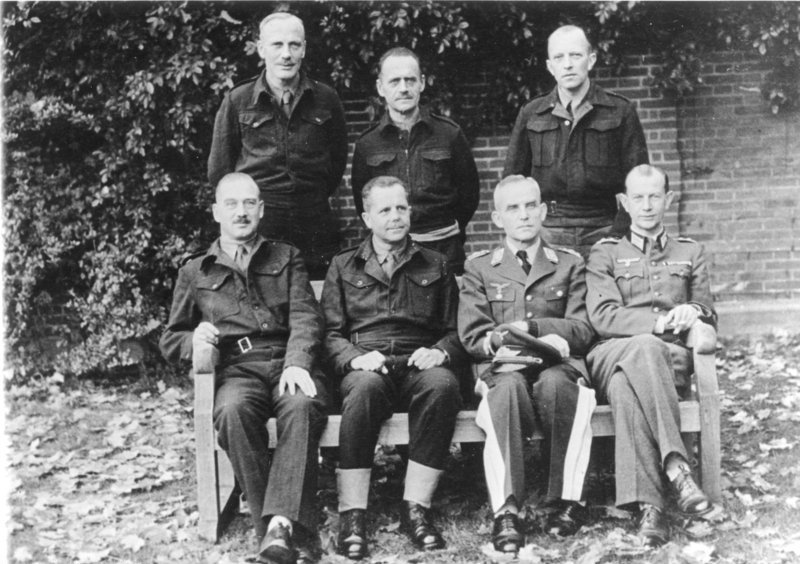
Нойффер (сидить другий праворуч) в британському полоні (листопад 1943).

З 25 серпня 1939 року — начальник штабу командування ППО Рурської області, з 1 жовтня 1939 року — 2-го зенітного корпусу, з 1 квітня 1941 року — 4-ї авіаційної області, з 1 грудня 1941 року — польової авіаційної області «Москва». З 18 квітня 1942 року командував 5-ю зенітною дивізією в Дармштадті. 12 листопада 1942 року призначений командиром 20-ї зенітної дивізії, яка входила до складу групи армій «Африка». Учасник боїв в Тунісі, де 10 травня 1943 року був взятий в полон британськими військами. 7 жовтня 1947 року звільнений.

## Нагороди
- Залізний хрест
  - 2-го класу (1 квітня 1916)
  - 1-го класу (20 вересня 1918)
- Орден «За заслуги» (Баварія) 4-го класу з мечами (18 грудня 1917)
- Нагрудний знак «За поранення» в чорному
- Почесний хрест ветерана війни з мечами (15 грудня 1934)
- Медаль «За вислугу років у Вермахті»
  - 4-го, 3-го і 2-го класу (18 років; 2 жовтня 1936)
  - 1-го класу (25 років; 2 серпня 1939)
- Медаль «За Іспанську кампанію» (Іспанія)
- Застібка до Залізного хреста
  - 2-го класу
  - 1-го класу (5 червня 1940)
- Нагрудний знак зенітної артилерії люфтваффе (19 вересня 1942)
- Відзначений у Вермахтберіхт (11 травня 1943)
- Нарукавна стрічка «Африка»
- Лицарський хрест Залізного хреста (1 серпня 1943)